# Cryptocarya dorrigoensis
Cryptocarya dorrigoensis är en lagerväxtart som beskrevs av D. Frodin och B.P.M. Hyland & Floyd. Cryptocarya dorrigoensis ingår i släktet Cryptocarya och familjen lagerväxter. Inga underarter finns listade i Catalogue of Life.